# Крістін Девіс
Крістін Девіс (англ. Kristin Landen Davis, нар. 23 лютого 1965) — американська акторка. Найбільш відома як Шарлота Йорк в телесеріалі HBO «Секс і Місто».

## Біографія
Народилася в місті Боулдер (штат Колорадо). Вона була єдиною дитиною в сім'ї. ЇЇ батьки розлучилися, коли Крістін була ще малям. Вона з матір'ю та вітчимом (який її удочерив) переїхала в місто Колумбія, штат Південна Кароліна, де її вітчим, Кіт Девіс, професор психології, викладав в Університеті Південної Кароліни. Крістін росла разом з трьома дочками вітчима від першого шлюбу.
Вирішила стати акторкою ще в дитинстві, після ролі в шкільній п'єсі «Білосніжка і сім гномів». Вона жила в Південній Кароліні, поки не закінчила AC Flora High School в 1983 році. Після закінчення середньої школи вона переїхала в Нью-Джерсі, де вступила в Університет Ратгерса.

## Кар'єра

### Телебачення
Після закінчення університету, в 1987 році, переїхала в Нью-Йорк, де почала зніматися в рекламних роликах, а також брала участь у класичних і сучасних театральних постановках. Разом з другом відкрила студію йоги. У 1995 році дебютувала в ролі Брук Армстронг Кемпбелл в серіалі «Район Мелроуз». Вона покинула шоу через один рік, коли виробники виявили, що глядачам не подобається її героїня. Девіс також отримувала невеликі ролі і в інших телевізійних серіалах, включаючи «Друзі» і «Сайнфелд». У 1998 році Девіс була запрошена на роль Шарлоти Йорк у серіалі «Секс і Місто» і залишалася в серіалі протягом усіх сезонів, поки він не закінчився в 2004 році. Канал VH1 включив Крістін Девіс в число 200 видатних ікон поп-культури.

### Кіно
Отримала роль у фільмі «Пригоди Шаркбоя і Лави» з Джорджем Лопесом і Девідом Аркеттом, а також рімейку фільму студії The Walt Disney Company «Кудлатий тато» з Тімом Алленом. У 2008 році Крістін так само була запрошена на зйомки повнометражного фільму «Секс і Місто».

## Приватне життя
Крістін мала ряд проблем з алкоголем. Свого часу вона була членом клубу анонімних алкоголіків. Вона посилається на те, що південне виховання потурало захопленню алкоголем: «Алкоголь звільнив мене. Я була дуже сором'язливою, і я не знала, як вийти з моєї замкнутості. Я випивала з тієї ж причини, з якої я вибрала кар'єру актриси. Я хотіла б відчувати себе і виражати себе і бути вільною».
Серед її коханців були Алек Болдвін, Девід Духовни, Джефф Голдблюм, Стів Мартін і Лев Шрайбер.[джерело?] Девіс у наш час[коли?] проживає в Лос-Анджелесі, штат Каліфорнія. Її неодноразово бачили в різних ресторанах у Лос-Анджелесі та Нью-Йорку з режисером Ніком Леоне.

## Фільмографія
| Рік       |    | Українська назва                              | Оригінальна назва                           | Роль                                             |
| --------- | -- | --------------------------------------------- | ------------------------------------------- | ------------------------------------------------ |
| 1987      | ф  | Різанина у психлікарні                        | Doom Asylum                                 | Джейн                                            |
| 1991      | с  | Головний госпіталь                            | General Hospital                            | Бетсі Чілсон (23 епізоди)                        |
| 1991      | тф |                                               | N.Y.P.D. Mounted                            | молода леді                                      |
| 1992      | с  |                                               | Mann & Machine                              | Кеті (Епізод: "Billion Dollar Baby")             |
| 1993      | с  |                                               | The Larry Sanders Show                      | Брі (Епізод: "The Breakdown: Part II")           |
| 1994      | с  |                                               | Dr. Quinn, Medicine Woman                   | Кері МакГі (Епізод: "Thanksgiving")              |
| 1995      | с  | Швидка допомога                               | ER                                          | Леслі (Епізод: ""Luck of the Draw")              |
| 1995      | ф  | Дев'ять місяців                               | Nine Months                                 | тенісна асистентка                               |
| 1995      | ф  | Чужий народ: Тіло і душа                      | Alien Nation: Body and Soul                 | Каріна Тіволі                                    |
| 1995—1996 | с  | Район Мелроуз                                 | Melrose Place                               | Брук Армстронґ (32 епізоди)                      |
| 1996      | тф |                                               | The Ultimate Lie                            | Клер МакҐрат                                     |
| 1997      | с  |                                               | The Single Guy                              | Леслі (Епізод: "Johnny Hollywood")               |
| 1997      | ф  |                                               | A Deadly Vision                             | Бабета Вотсон                                    |
| 1997      | с  | Сайнфелд                                      | Seinfeld                                    | Дженна (2 епізоди)                               |
| 1998      | ф  |                                               | Traveling Companion                         | Енні                                             |
| 1998      | ф  |                                               | Sour Grapes                                 | Ріґґз                                            |
| 1998—2004 | с  | Секс і Місто                                  | Sex and the City                            | Шарлота Йорк (94 епізоди)                        |
| 1999      | ф  | Атомний поїзд                                 | Atomic Train                                | Меґан Сіґер                                      |
| 2000      | кф |                                               | Sex and the Matrix                          | Шарлота Йорк МакДугал                            |
| 2000      | ф  |                                               | Take Me Home: The John Denver Story         | Енні Денвер                                      |
| 2000      | ф  |                                               | Blacktop                                    | Сільвія                                          |
| 2000      | с  | Друзі                                         | Friends                                     | Ерін (Епізод: "The One with Ross' Library Book") |
| 2001      | тф |                                               | Someone to Love                             | Лорейн                                           |
| 2001      | тф |                                               | Three Days                                  | Бет Фармер                                       |
| 2004      | тф |                                               | The Winning Season                          | Менді                                            |
| 2004      | с  | Вілл і Грейс                                  | Will & Grace                                | Надін (Епізод: "Will & Grace & Vince & Nadine")  |
| 2005      | тф |                                               | Soccer Moms                                 | Брук                                             |
| 2005      | ф  | Пригоди Шаркбоя і Лави                        | The Adventures of Sharkboy and Lavagirl 3-D | Мама Макса                                       |
| 2006      | ф  | Кудлатий тато                                 | The Shaggy Dog                              | Ребека Дуґлас                                    |
| 2006      | ф  | Ласкаво просимо, або сусідам вхід заборонений | Deck the Halls                              | Келлі Фінч                                       |
| 2008      | ф  | Секс і Місто                                  | Sex and the City                            | Шарлота Йорк                                     |
| 2004—2009 | мс |                                               | Miss Spider's Sunny Patch Friends           | місс Спайдер (35 епізодів)                       |
| 2009      | ф  | Тільки для закоханих                          | Couples Retreat                             | Люсі                                             |
| 2010      | ф  | Секс і Місто 2                                | Sex and the City 2                          | Шарлота Йорк                                     |
| 2011      | ф  | Джек і Джилл                                  | Jack & Jill                                 | Делайла                                          |
| 2012      | ф  | Подорож 2: Таємничий острів                   | Journey 2: The Mysterious Island            | Ліз Андерсон                                     |
| 2014      | с  |                                               | Bad Teacher                                 | Джіні Тейлор-Клепп (13 епізодів)                 |
| 2019      | ф  |                                               | Holiday in the Wild                         | Кейт Конрад                                      |
| 2021      | ф  |                                               | Deadly Illusions                            | Мері Моррісон                                    |
| 2021—2025 | с  | І просто так...                               | And Just Like That...                       | Шарлота Йорк (22 епізоди)                        |

## Цікаві факти
- У 2004 році Крістін Девіс стала обличчям Maybelline.
- Змінити віросповідання в серіалі — ідея Крістін.
- Улюблене заняття актриси — в'язання.
- Закінчивши школу, Крістін підробляла офіціанткою, щоб заробити на коледж.
- Вважаючи, що хлопчики не звертають на неї уваги, Крістін навіть пропустила в школі випускний бал.